# باري ماثيوز
باري ماثيوز (4 أغسطس 1943 في المملكة المتحدة - ) (بالإنجليزية: Barrie Matthews)‏ هو لاعب كريكت بريطاني. لعب مع Devon County Cricket Club ‏ والمقاطعات الوطنية للكريكيت الإنجليزي والويلزي ‏.

## وصلات خارجية
- باري ماثيوز على موقع إي آس بي آن كريك إنفو (الإنجليزية)